# 鼻花
鼻花（学名：Rhinanthus glaber）为玄参科鼻花属下的一个种。